# Guvernul Dimitrie A. Sturdza (1)
Guvernul Dimitrie A. Sturdza (1) a fost un consiliu de miniștri care a guvernat România în perioada 4 octombrie 1895 - 21 noiembrie 1896.

## Componența
- Președintele Consiliului de Miniștri

Dimitrie A. Sturdza (4 octombrie 1895 - 21 noiembrie 1896)
- Ministrul de interne

Nicolae Fleva (4 octombrie 1895 - 15 ianuarie 1896)
ad-int. Dimitrie A. Sturdza (15 ianuarie - 3 februarie 1896)
Anastase Stolojan (3 februarie - 21 noiembrie 1896)
- Ministrul de externe

Dimitrie A. Sturdza (4 octombrie 1895 - 21 noiembrie 1896)
- Ministrul finanțelor

George C. Cantacuzino-Râfoveanu (4 octombrie 1895 - 21 noiembrie 1896)
- Ministrul justiției

Eugeniu Stătescu (4 octombrie 1895 - 21 noiembrie 1896)
- Ministrul de război

General Constantin Budișteanu (4 octombrie 1895 - 21 noiembrie 1896)
- Ministrul cultelor și instrucțiunii publice

Petru Poni (4 octombrie 1895 - 21 noiembrie 1896)
- Ministrul agriculturii, industriei, comerțului și domeniilor

Gheorghe Pallade (4 octombrie 1895 - 21 noiembrie 1896)
- Ministrul lucrărilor publice

Constantin I. Stoicescu (4 octombrie 1895 - 21 noiembrie 1896)

## Sursa
- Stelian Neagoe - "Istoria guvernelor României de la începuturi - 1859 până în zilele noastre - 1995" (Ed. Machiavelli, București, 1995)